# Kanakische und sozialistische Front der nationalen Befreiung

Die Parteifahne der FLNKS

Die Kanakische und sozialistische Front der nationalen Befreiung (französisch Front de libération nationale kanak et socialiste, FLNKS) ist eine militante sozialistische Allianz politischer Parteien für die Unabhängigkeit Neukaledoniens.
Sie wurde am 26. September 1984 auf einem Kongress aus fünf Parteien und einer Gewerkschaft gegründet: der Union calédonienne (UC) (65 % der FLNKS), der Front uni de libération kanak (FULK), der Parti de libération kanak (Palika), der Union progressiste mélanésienne (UPM), der Parti Socialiste de Kanaky (PSK) und der Union syndicale des travailleurs kanaks et des exploités (USTKE). Sie sieht sich als „revolutionäre Vertreterin“ des Kanak-Volkes. Die FLNKS wurde anfangs von Jean-Marie Tjibaou, später von einem Politbüro geführt.
1988 wurden bei der Geiselnahme von Ouvéa durch ein Kommando der FLNKS vier Angehörige der Groupe d’intervention de la gendarmerie nationale und 19 Angehörige der FLNKS getötet. Noch im selben Jahr wurde im Matignon-Abkommen (1988) eine Abstimmung über eine erweiterte Selbstverwaltung Neukaledoniens für das Jahr 1998 festgelegt und eine Amnestie für die Geiselnehmer ausgesprochen. Die FLNKS verzichtete gleichzeitig auf eine gewaltsame Loslösung Neukaledoniens von Frankreich; seit 1989 beteiligt sie sich an den Wahlen.
Am 1. September 2024 wurde Christian Tein, der Anführer der CCAT, der die gewalttätigen Unruhen von 2024 organisierte, bei denen mehrere Menschen ums Leben kamen und zahllose Geschäfte, Wohnhäuser und Schulen niedergebrannt wurden, beim Kongress der FLNKS zum Präsidenten gewählt. Er wurde wegen dieser Straftaten angeklagt und sitzt in Mülhausen in Untersuchungshaft. Die Wahl bleibt jedoch umstritten, da die moderate Fraktion Palika und die UPM nicht an dem Kongress teilnahmen.

## Programm
Das Projekt der FLNKS für die Zeit nach 2018 sieht die Schaffung eines unabhängigen Staates mit dem Namen „Kanaky-Nouvelle-Calédonie“ vor, dessen Staatsflagge die Parteifahne der FLNKS ist. Es soll ein parlamentarisches Regierungssystem aufweisen und eine multikulturelle, demokratische, laizistische, solidarische und sozialistische Nation werden. Die Ziele sind ein „Kräfteausgleich“, die Kontrolle der Bodenschätze und eine „gerechte“ Verteilung des Reichtums. Nach US-amerikanischem Vorbild soll es von einem Präsidenten regiert werden, der vom Volk indirekt gewählt wird. Die auf den Wahllisten der Provinzen und der Referenden eingetragenen Bürger sollen die kaledonische Staatsangehörigkeit erhalten, über das Schicksal der anderen werde ein Gesetz entscheiden. Des Weiteren soll eine Nationale Armee geschaffen werden.